# جوزيبي مياتزا
جوزيبي مياتزا (بالإيطالية: Giuseppe Meazza)، (23 أغسطس 1910 – 21 أغسطس 1979) ، هو لاعب ومدرب كرة قدم إيطالي راحل ، لعب طوال مسيرته الكروية بشكل أساسي مع نادي الإنتر ميلان في فترة ثلاثينيات القرن الماضي، مسجلاً 284 هدفًا في 408 مباريات مع النادي، وفاز بثلاثة ألقاب في الدوري الإيطالي، بالإضافة إلى كأس إيطاليا. لعب لاحقًا موسمين مع غريمه المحلي ميلان، وموسمًا واحدًا مع غريمه في تورينو يوفنتوس، بالإضافة إلى فترات لعبه مع فاريزي وأتالانتا. على الصعيد الدولي، قاد إيطاليا للفوز بكأس العالم مرتين متتاليتين: في عام 1934 على أرضها، وفي عام 1938 في فرنسا، واُختيره ضمن فريق النجوم.
يُعتبر على نطاق واسع أحد أفضل لاعبي القرن العشرين، وأحد أعظم المهاجمين الإيطاليين في تاريخ هذه الرياضة. إلى جانب جيوفاني فيراري، وجيدو ماسيتي، وإرالدو مونزيليو، فهو واحد من أربعة لاعبين إيطاليين فازوا بكأس العالم مرتين. بعد اعتزاله، عمل مدربًا للمنتخب الإيطالي، ومع العديد من الأندية الإيطالية، بما في ذلك نادييه السابقين إنتر وأتالانتا، بالإضافة إلى برو باتريا، والنادي التركي بشكتاش؛ وكان المدرب الرئيسي لإيطاليا في دورة الألعاب الأولمبية الصيفية عام 1952. تقديراً له ولتخليداً لذكراه تم تسمية ملعب سان سيرو بإسمه.

## نبذة عنه
ولد في 23 أغسطس 1910 تربى في عائلة فقيرة كان يرتاد ملاعب كرة القدم التي كانت تحيط بعاصمة لومبارديا وسرعان ما أبهر العديد من المشجعين الإيطاليين الذين نصحوا نادي أي سي ميلان النادي المهيمن وقتها بضمه للفريق تم رفضه لأنه كان نحيفا جدا بالإضافة لطوله 169 سنتمتر ليضفر به الغريم انتر ميلان.
يحمل جوزيبي مياتسا الرقم القياسي كأكثر اللاعبين تسجيلا للأهداف في الدوري الإيطالي، حيث سجل 243 هدف من 361 مباراة لعبها، كما يعد أكثر لاعب تسجيلاً للهاتريك في تاريخ الدوري الإيطالي «بالتشارك مع غونار نوردال» بـ17 هاتريك. ويعده البعض أفضل مهاجم إيطالي في تاريخ الكرة الإيطالية، وكان أول لاعب إيطالي ينال شهره عالمية، فاز مياتزا بجائزة هداف الدوري الإيطالي ثلاث مرات في مسيرته؛ وهو أيضًا أصغر لاعب على الإطلاق يسجل 100 هدف في الدوري الإيطالي، وهو إنجاز حققه في سن 23 عامًا و32 يومًا.
تم تسمية سان سيرو، الملعب الرئيسي في مدينته ميلانو، والذي يتقاسمه اليوم اثنان من أنديته السابقة، إنتر ميلان ومنافسه المباشر إيه سي ميلان، باسم ملعب جوزيبي مياتزا تكريمًا للاعب في 3 مارس 1980. في عام 2011، تم إدخاله بعد وفاته إلى قاعة مشاهير كرة القدم الإيطالية. طوال مسيرته المهنية، بما في ذلك المباريات الودية، سجل مياتزا 552 هدفًا.

## المسيرة الكروية

### الأندية
بدأ مسيرته مع نادي إنتر ميلان في موسم 1927–1928، واستطاع أن يحقق معهم العديد من الإنجازات ففاز بلقب الدوري الإيطالي ثلاث مرات وحصل على المركز الثاني ثلاث مرات أيضا، وفاز بكأس إيطاليا مرة واحدة، وحصل على لقب هداف الدوري الإيطالي ثلاث مرات في أعوام 1930 و1936 و1938، وبعد أن ترك نادي الإنتر انتقل إلى نادي ميلان في موسم 1940–1941 ولعب لهم موسمين استطاع فيهما أن يسجل 9 أهداف من 37 مباراة لعبها، وفي موسم 1942–1943 لعب لنادي يوفنتوس، ولعب لهم 27 مباراة وسجل فيها 10 أهداف، وبعد الحرب العالمية الثانية انتقل إلى نادي أتالانتا في موسم 1945–1946 ولعب لهم 14 مباراة وسجل فيهما هدفين، وعاد في موسم 1946–1947 إلى ناديه الأول إنتر ميلان ليختتم مسيرته الكروية مع النادي الذي بدأ منه.

### دولياً
لعب جوزيبي مياتزا مع منتخب إيطاليا، وحقق معهم لقبي لكأس العالم في عامي 1934 و1938، وكان مياتزا أفضل هداف في تاريخ منتخب إيطاليا، حيث لعب 53 مباراة دولية واستطاع أن يسجل 33 هدف؛ قبل أن يحطم لويجي ريفا رقمه القياسي بتسجيله 35 هدفا في عام 1972.

## القابه

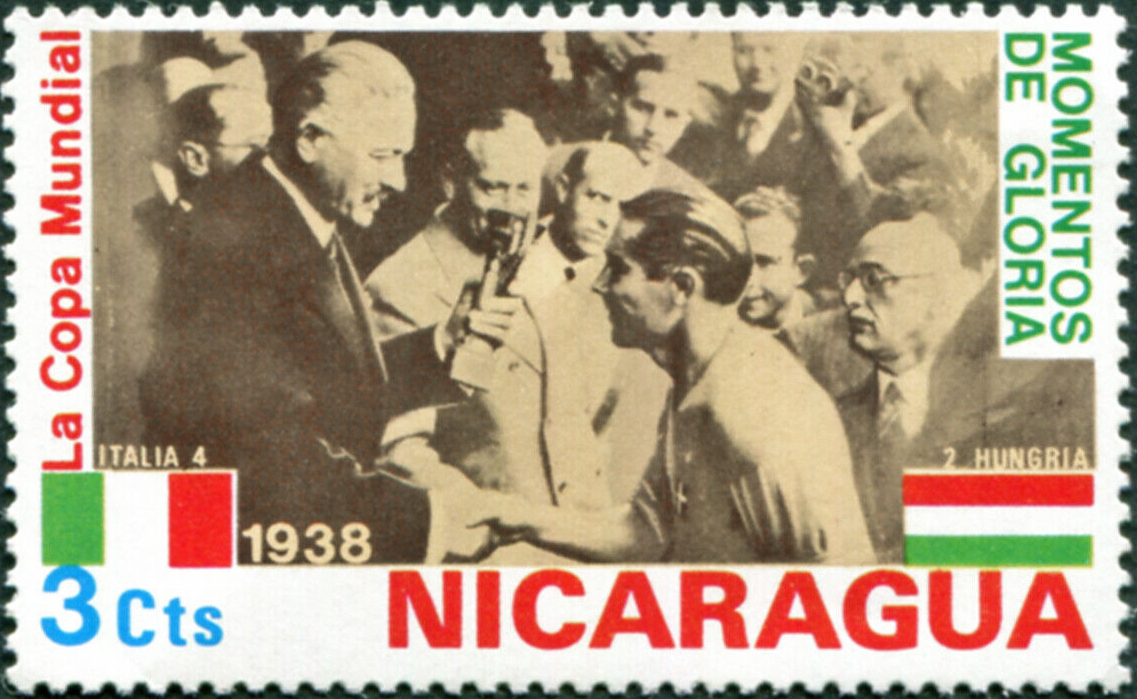
جوزيبي مياتزا وهو يستلم كأس العالم 1938

يحمل جوزيبي مياتسا الرقم القياسي كأكثر اللاعبين تسجيلا للأهداف في الدوري الإيطالي حيث سجل 243 هدف من 361 مباراة لعبها كما يعد أكثر لاعب تسجيلاً للهاتريك في تاريخ الدوري الإيطالي بالتشارك مع غونار نوردال بـ17 هاتريك. ويعده البعض أفضل مهاجم إيطالي في تاريخ الكرة الإيطالية وكان أول لاعب إيطالي ينال شهره عالمية.
– 2 كأس عالم FIFA عامي 1934 و1938
– 2 كأس الأمم الأوروبية عامي 1930 و1935
– 3 دوري إيطالي أعوام 1930 و1938 و1940
– حصل على المركز الثاني ثلاث مرات أيضا
– 1 كأس إيطاليا عام 1939
– 4 لقب هداف الدوري الإيطالي أعوام 1929، و1930، و1936، و1938
– أفضل هداف في تاريخ إنتر ميلان 287 هدف
– ثالث أفضل هداف في تاريخ الدوري الإيطالي 216 هدف في 367 مباراة
– هداف التاريخي لمنتخب إيطاليا لكرة القدم حيث لعب 53 مباراة دولية واستطاع أن يسجل 33 هدف قبل أن يحطم جيجي ريفا رقمه القياسي بتسجيله 35 هدفا في عام 1972.
– إختير من قبل الفيفا من ضمن أفضل 25 لاعب في القرن العشرين ..
– ثالث أفضل هداف بالمسابقات الإيطاليه عامة.

## روابط خارجية
- جوزيبي مياتزا على موقع الاتحاد الدولي (مؤرشف)  (الإنجليزية)
- جوزيبي مياتزا على موقع قاعدة بيانات كرة القدم.إي يو (الإنجليزية)
- جوزيبي مياتزا على موقع ناشيونال فوتبول تيمز (الإنجليزية)
- جوزيبي مياتزا على موقع Soccerbase.com (لاعب) (الإنجليزية)
- جوزيبي مياتزا على موقع عالم كرة القدم.نت (الإنجليزية)
- جوزيبي مياتزا على موقع أوليمبيديا (الإنجليزية)